# Parelgierst
Parelgierst (Pennisetum glaucum) is een van de vele soorten gierst. Parelgierst is een 4000-5000 jaar oud gewas afkomstig uit de Sahel. Het is goed bestand tegen droogte en wordt daarom vooral in semi-aride gebieden verbouwd, zoals in tropisch Afrika (vooral West-Afrika) en India.

## Botanische beschrijving
Parelgierst is een eenjarig, uitstoelend gras dat wel tot 4 m hoog kan worden. De bloeiwijze is een compacte pluim die op een aar lijkt (aarpluim); afhankelijk van de variëteit kan deze 15 tot 200 cm lang zijn.

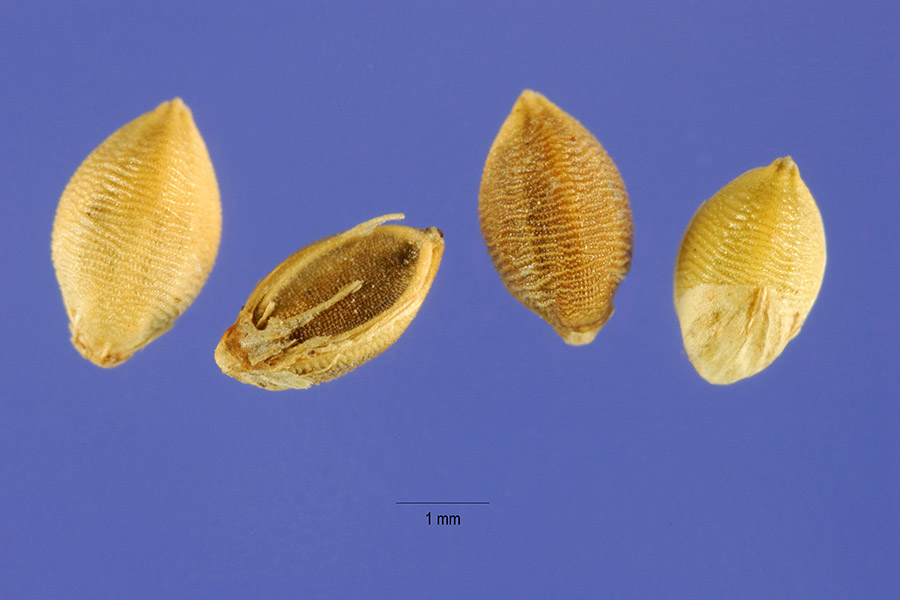
Graankorrels van parelgierst

## Gebruik
Voor meer dan 100 miljoen mensen in tropisch Africa en India is parelgierst het hoofdvoedsel. Gepelde en tot meel gestampte korrels worden tot een dikkere (tô) of dunnere pap gekookt in Afrika of tot ongerezen brood (chapatti) verwerkt in India. Buiten Afrika en India wordt parelgierst voornamelijk verbouwd als voedergewas om in te kuilen, hooi van te maken of te laten begrazen.